# 왕급
왕급(王級, ? ~ ?)은 전한 말기 ~ 신나라의 군인이다.

## 행적
전한 거섭 2년(7년) 9월, 동군태수 적의가 왕망 타도를 내걸고 반란을 일으켰다. 이에 조명(趙明)·곽홍(霍鴻) 또한 호응하여 스스로 장군을 칭하고 관청을 불태우며 노략질을 일삼으니, 조정에서는 위위 왕급을 호분장군(虎賁將軍)에 임명하여 염천·견한·왕안(王晏)과 함께 조명을 치도록 하였다.
신 시건국 원년(9년), 명위후(明威侯) 왕급은 오위전관장군(五威前關將軍)에 임명되었다.

## 출전
- 반고, 《한서》 권84 적방진전·권99상 왕망전 上·권99중 왕망전 中

| 전임 황보 | 전한의 위위 (7년 당시) | 후임 (불명) |